# テプコカスタマーサービス
テプコカスタマーサービス株式会社は、法人・事業者に電気を販売・供給する日本の会社である。

## 概要
当社は、東京電力グループの小売事業会社である東京電力エナジーパートナーの100%子会社である。
当社は、小売電気事業者であり、2021年時点で、関東地方・山梨県・沖縄県を除く日本全国で法人・事業者向けに電気を販売・供給している（関東地方・山梨県は、東京電力エナジーパートナーが担当）。家庭向けの営業はしていない。
社内に発電部門を持っていない。2021年時点の情報では、販売する電気の5割は東京電力エナジーパートナーから、3割は自家発電設備を所有する企業から、2割は日本卸電力取引所を通じた取引により調達している。

## 沿革
初代・テプコカスタマーサービス株式会社（初代会社）は、2013年7月に発足した会社である。福島第一原子力発電所事故後、東京電力は、原子力損害賠償支援機構（現・原子力損害賠償・廃炉等支援機構）から特別資金援助を受ける条件（総合特別事業計画）として、徹底的な経営合理化を約束した。その一環で、営業・配電関連の子会社であった株式会社東電ホームサービス（1982年9月設立）と株式会社ティ・オー・エス（1999年6月設立）とを統合し、これにより初代会社が誕生した。当初は、親会社の東京電力から電気の契約事務、電気料金の計算・請求などのバックオフィス業務を受託する会社であり、需要家に電気を小売する会社（新電力）ではなかった。
初代会社は、2014年10月、新電力事業（当時の特定規模電気事業、2016年4月以降の小売電気事業）に参入した。関東地方以外への進出のための戦略子会社という位置付けであった。2013年10月には、関東地方で電気を供給していたダイヤモンドパワーを中部電力が買収しており、2014年4月には、関西電力グループの関電エネルギーソリューションが関東地方で新電力事業に参入していた。初代会社の新電力事業開始により、東京電力・中部電力・関西電力が互いに顧客を奪い合うようになった。当時は、新電力第1号として2000年に創業したダイヤモンドパワーが圧倒的に大きかったが、その後、テプコカスタマーサービスは急成長を遂げた。2017年7月、親会社・東京電力エナジーパートナー出身の長﨑桃子がテプコカスタマーサービスの社長に就任し、1年で販売電力量を約3倍に増やした。2019年4月、長﨑は親会社の常務取締役に昇進した。
現在のテプコカスタマーサービスは、2019年10月に初代会社から新電力事業などを引き継いだ2代目の会社である。初代会社は、商号を「テプコ・ソリューション・アドバンス株式会社」に変更し、東京電力パワーグリッドの子会社として存続している。
2020年の年末から翌年1月にかけて、日本列島を寒波が襲い、全国的に電力需要が急増した際、東京電力エナジーパートナーはテプコカスタマーサービスへの電気の卸供給を止めてしまった。テプコカスタマーサービスはその分を日本卸電力取引所を通じた調達により穴埋めせざるを得なかったため、寒波により急騰した卸電力相場の直撃を受け、2021年3月期決算は赤字に転落した。
2022年4月、テプコカスタマーサービスは最大約3倍の値上げに応じない場合は6月末で契約を解除する旨、契約者に通知した。これに対して、関西の中小企業約300社は、一方的な値上げの提示は優越的地位の濫用に当たるとして、公正取引委員会に調査を要請した。